# Ancenis
Ancenis – miejscowość i dawna gmina we Francji, w regionie Kraj Loary, w departamencie Loara Atlantycka. W 2013 roku populacja ówczesnej gminy wynosiła 7873 mieszkańców. 
W dniu 1 stycznia 2019 roku z połączenia dwóch ówczesnych gmin – Ancenis oraz Saint-Géréon – powstała nowa gmina Ancenis-Saint-Géréon. Siedzibą gminy została miejscowość Ancenis. 

## Zabytki
- zamek
- pałac z XVI wieku
- domy z łupków położone w centrum miasta - XVI - XVII wiek
- kościół St-Pierre-et-St-Paul z XV-wiecznymi freskami[3]